# Pleurotomella
Pleurotomella är ett släkte av snäckor. Pleurotomella ingår i familjen kägelsnäckor.

## Dottertaxa tillPleurotomella, i alfabetisk ordning[1]
- Pleurotomella agassizi
- Pleurotomella aperta
- Pleurotomella aquilarium
- Pleurotomella atypica
- Pleurotomella bairdi
- Pleurotomella benedicti
- Pleurotomella blakeana
- Pleurotomella bruneri
- Pleurotomella catherinae
- Pleurotomella chariessa
- Pleurotomella corrida
- Pleurotomella curta
- Pleurotomella dalli
- Pleurotomella emertonii
- Pleurotomella engonia
- Pleurotomella eurybrocha
- Pleurotomella extensa
- Pleurotomella formosa
- Pleurotomella frielei
- Pleurotomella hadria
- Pleurotomella herminea
- Pleurotomella illicita
- Pleurotomella imitator
- Pleurotomella lanceata
- Pleurotomella leptalea
- Pleurotomella leucomata
- Pleurotomella lineola
- Pleurotomella lottae
- Pleurotomella lyronuclea
- Pleurotomella packardii
- Pleurotomella pandionis
- Pleurotomella sandersoni
- Pleurotomella sulcifera
- Pleurotomella thalassica
- Pleurotomella tincta
- Pleurotomella tornata
- Pleurotomella vaginata
- Pleurotomella vitrea